# Torre di Baracca

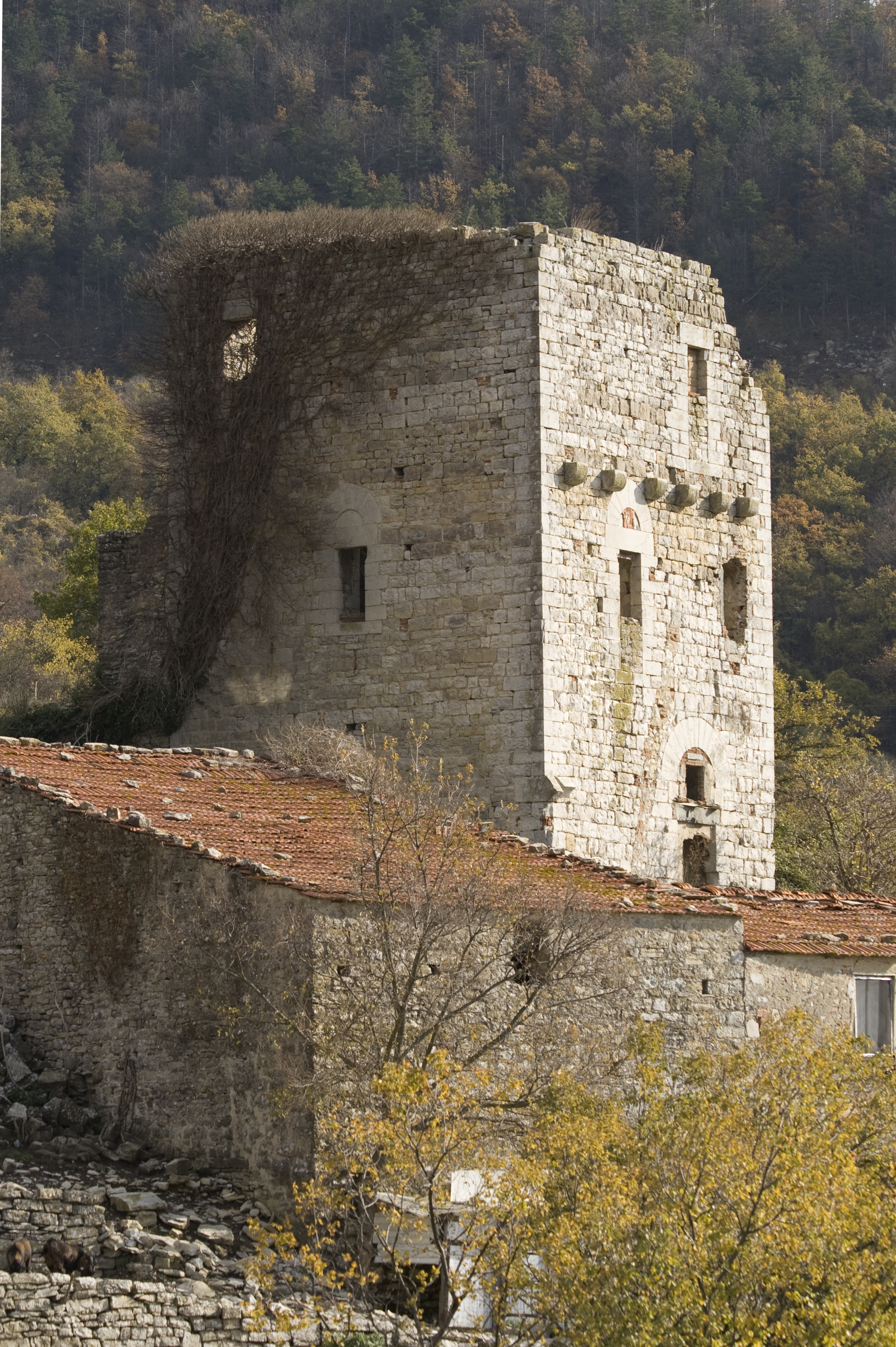
Foto della torre di Baracca a Sesto Fiorentino

La Torre di Baracca si trova a Sesto Fiorentino, sulle pendici meridionali di Monte Morello, sotto poggio al Giro, ad un'altezza di 530 metri sul livello del mare.

## Storia
La tradizione vuole che la torre fosse nata a controllo della vecchia mulattiera che, passando per Rifredi, il Casale e Carmignanello, superava il Monte Morello per dirigersi verso l'Appennino e Bologna. Dopo la battaglia di Montaperti (1260) fu assalita dai ghibellini, in quanto appartenente alla parte guelfa, e semidistrutta.
I resti della torre, costruita in pietra alberese, costituiscono il nucleo del piccolo insediamento, di cui si ha notizia sin dal XIII secolo, in parte ancora abitato che si trova in una zona dove esistevano insediamenti etruschi (Necropoli di Palastreto). Nel XV secolo la torre fu trasformata in "casa da signore" dai Cioni, ai quali seguirono gli Strozzi e poi i Ginori, i quali impiantarono la cascina tuttora esistente.

## Descrizione
Si raggiunge da valle - a piedi - partendo dalla chiesa di San Bartolomeo a Carmignanello sentiero 4 e 2B del CAI, mentre da monte ci si arriva imboccando il sentiero 2B del CAI da via dei Colli Alti (zona fonte dei Seppi - si può arrivare anche con un veicolo).
La torre presenta analogie con le torri esistenti nel perimetro della prima cerchia fiorentina e gode di un ampio panorama dal versante ovest del Monte Morello.